# Partido General Paz
General Paz ist ein Partido im Norden der Provinz Buenos Aires in Argentinien. Laut einer Schätzung von 2019 hat der Partido 11.719 Einwohner auf 1.240 km². Der Verwaltungssitz ist die Ortschaft Ranchos. Der Partido wurde 1864 von der Provinzregierung geschaffen und ist nach José María Paz benannt.

## Orte
General Paz ist in 5 Ortschaften und Städte, sogenannte Localidades, unterteilt.
- Ranchos (Verwaltungssitz)
- Loma Verde
- Villanueva
- Barrio Río Salado
- Alegre